# Edie Falco
Pour les articles homonymes, voir Falco.
Edie Falco est une actrice américaine, née le 5 juillet 1963 à Brooklyn, New York (États-Unis). 
Elle se fait remarquer par le rôle récurrent de la gardienne Diane Whittlesey, qu'elle incarne dans la série Oz (1997-2000) mais se fait réellement connaître du grand public comme Carmela Soprano dans la série acclamée Les Soprano (1999-2007), qui lui vaut notamment plusieurs Golden Globe, Primetime Emmy Award et Screen Actors Guild Award de la meilleure actrice dans une série télévisée dramatique, devenant la première à obtenir, la même année, ces trois récompenses importantes. 
Forte de ce succès, elle confirme en jouant l'héroïne principale controversée de la comédie dramatique médicale Nurse Jackie (2009-2015), qui lui vaut une nouvelle vague de récompenses et citations prestigieuses.
Elle fait son retour en vedette dans la série criminelle d'anthologie Law & Order True Crime (2017-), une nouvelle série dérivée de New York, police judiciaire.

## Biographie

### Jeunesse et formation
Edie Falco est née à Brooklyn, New York (États-Unis), fille de Judith Anderson, actrice tout comme elle, et de Frank Falco, musicien de jazz qui a travaillé plus tard pour une agence publicitaire. Son père était d'origine italienne, et sa mère issue de racines suédoises et anglaises à un certain degré. Elle a deux frères, Joseph, Paul et une sœur, Ruth. Son oncle, romancier, dramaturge et poète, est également professeur d'anglais à l'Institut polytechnique et Université d'État de Virginie.
À l'âge de quatre ans, elle grandit à Long Island, déménageant avec sa famille à Hicksville, puis à North Babylon, et enfin à West Islip. Enfant, elle a joué quelques pièces de théâtre au Arena Players Repertory Theater, à East Framingdale, tout comme sa mère.
Sa famille a ensuite déménagé jusqu'à Northport, où elle a fréquenté le lycée. À cette époque, elle joua le rôle d'Eliza Doolittle dans une production de My Fair Lady. Edie Falco a ensuite reçu son diplôme de fin d'année du lycée au Northport High Scool, en 1981. Par la suite, elle a suivi des cours de cinéma au SUNY Purchase, avec, notamment, les futurs acteurs Stanley Tucci et Ving Rhames et rencontrant d'ailleurs, le futur réalisateur Hal Hartley avec qui elle va travailler à de nombreuses reprises tout au long de sa carrière.

### Débuts discrets -Les Sopranoet révélation

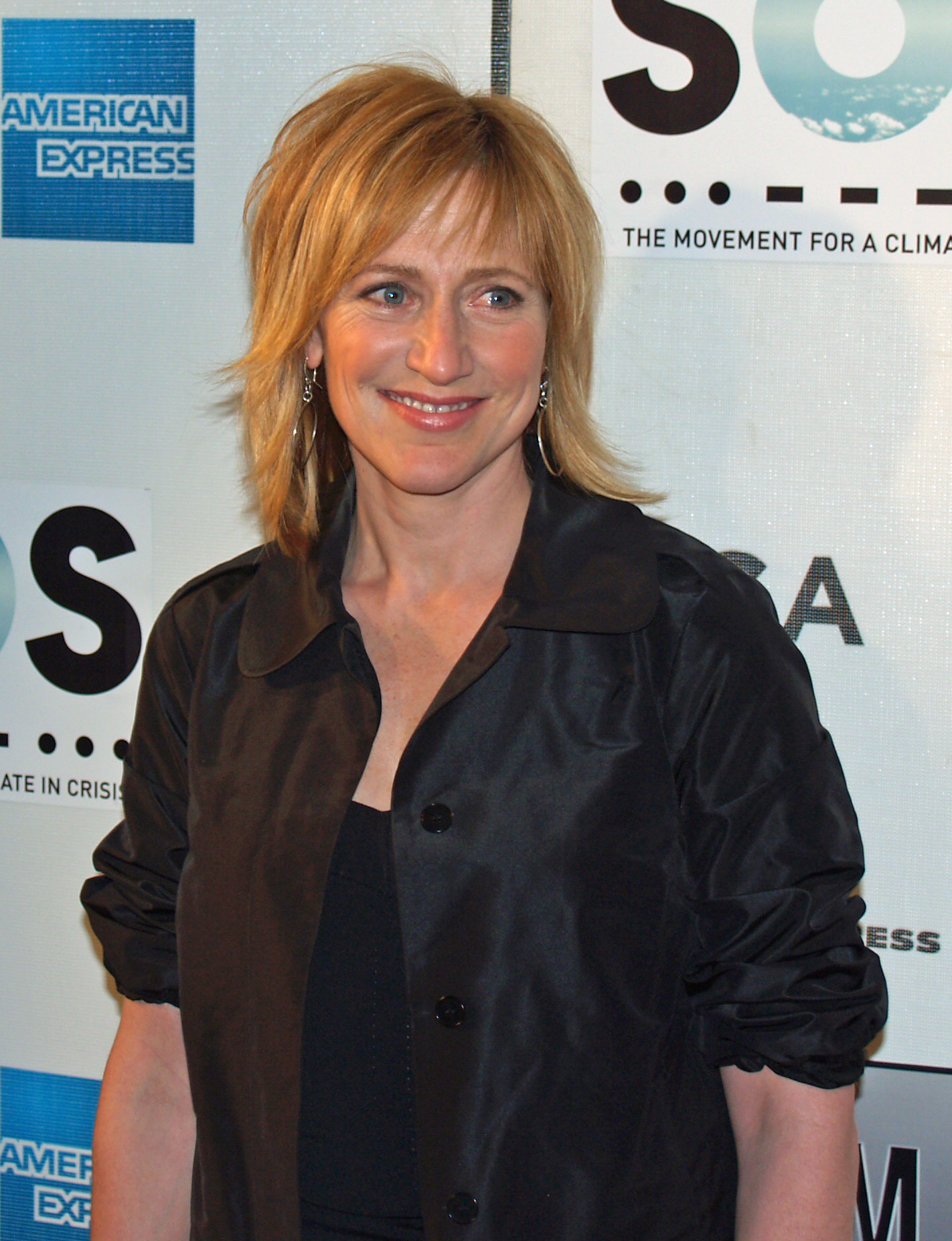
Edie Falco, au Festival du film de Tribeca 2007.

Les études terminées, elle commence le circuit des castings en vivant de petits boulots. Endossant notamment le costume de clown ou d'autres déguisements lors de mariages et de fête d'anniversaires. Vers la fin des années 1980, elle participe aux premiers longs métrages de son ami Hal Hartley mais peine à apparaître dans des productions exposés, se contentant de productions confidentielles. 
La chance lui sourit, peu à peu, grâce à Woody Allen qui l'engage pour Coups de feu sur Broadway, sorti en 1994, qui lui permet de tourner, l'année suivante, dans The Addiction de Abel Ferrara qui la recontactera pour jouer dans Nos funérailles. Mais c'est à la télévision qu'elle finit par percer. 
C'est ainsi qu'entre 1993 et 1997, elle joue des rôles récurrents dans les séries télévisées judiciaires New York, police judiciaire et New York Undercover.  Mais c'est bel et bien l'année 1997 qui marquera un tournant dans sa carrière. Elle décroche le rôle de la gardienne de prison Diane Whittlesey dans la série dramatique Oz, qui lui permet d'intégrer la famille HBO. 
Et c'est ainsi qu'elle est choisie pour incarner l'un des rôles principaux des Soprano, une nouvelle série du réseau HBO, devenue une série culte. C'est la consécration, elle incarne Carmela Soprano jusqu'en 2007, ce qui lui permet de devenir la première actrice à remporter, la même année, les trois récompenses majeures de la télévision : l'Emmy Awards, le Golden Globes et l'Actor de la meilleure actrice dans une série télévisée dramatique. 
Parallèlement, elle continue à tourner pour le cinéma et enchaîne les rôles : Babylon, USA, L'Ombre d'un soupçon, l'indépendant Sunshine State qui lui vaut quelques citations au titre de meilleure actrice dans un second rôle, à nouveau pour Hal Hartley avec The Girl from Monday ou secondant Samuel L. Jackson et Julianne Moore dans La Couleur du crime. 
Après avoir joué les guest star dans un épisode de Will et Grace, et une fois Les Soprano achevée, elle décroche un rôle d'invitée dans la sitcom comique 30 Rock. 

### Nurse Jackieet confirmation -Law and Order True Crime

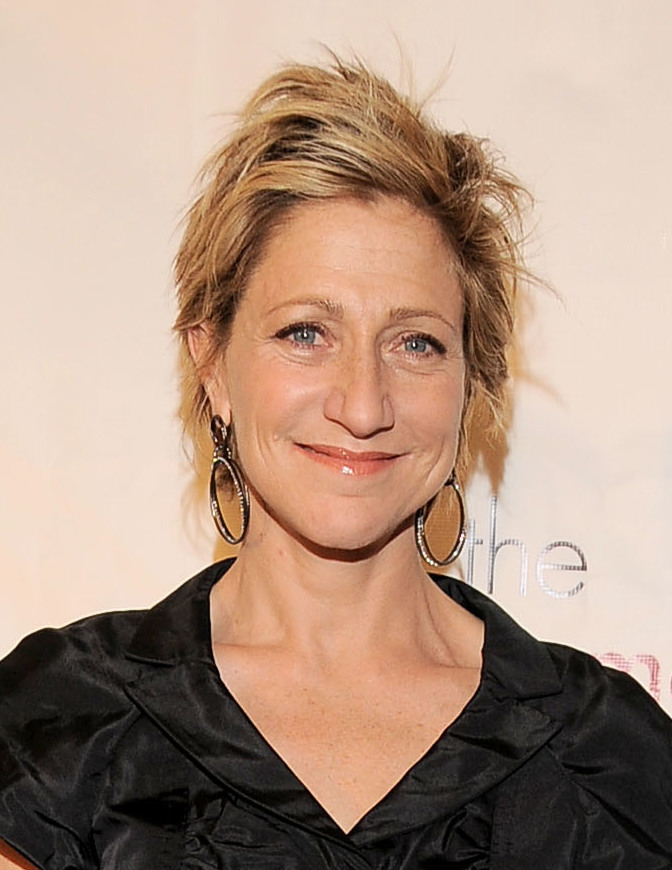
En 2010, pour le Drama League Benefit Gala en l'honneur d'Angela Lansbury.

Enfin, elle signe pour sa propre série, en 2009, avec Nurse Jackie. Elle y incarne une infirmière accro aux médicaments, un rôle lui permettant d'affronter ses propres démons du passés, ayant du elle-même faire face à des problèmes d'addiction dans sa jeunesse.
Ce passage au premier plan est couronné de succès, l'actrice recevant une nouvelle vague de citations et récompenses lors de cérémonies de remises de prix prestigieuses. À cette même période, elle se fait plus rare sur le grand écran et intervient seulement dans quelques longs métrages comme l'indépendant 3 Backyards d'Eric Mendelsohn dont elle est la vedette, puis, en jouant les seconds rôles dans les comédies Gods Behaving Badly et The Comedian, aux côtés d'acteurs tels que Sharon Stone, Christopher Walken, Robert De Niro et Danny DeVito. 
Après l'arrêt de Jackie, elle est à l'affiche de plusieurs longs métrages, tous sortis en 2017 : d'abord la comédie dramatique Landline, dont la première s'est tenue au Festival du film de Sundance 2017, vient ensuite le drame biographique Megan Leavey secondant Kate Mara, la comédie I Love You, Daddy qui lui permet de retrouver l’humoriste Louis C.K. ainsi que le drame dont elle est le premier rôle féminin, Outside In, salué par la critique. 
Avant cela, elle rejoint la distribution principale, d'un projet écrit, réalisé et entièrement financé par Louis C.K., une série en dix épisodes intitulée Horace and Pete qui lui permet de donner la réplique à Steve Buscemi et Jessica Lange. 
Elle est ensuite choisie par Dick Wolf pour jouer le rôle titre d'une nouvelle série dérivée de New York, police judiciaire, Law and Order True Crime. Il s'agit d'une série d'anthologie qui se caractérise par un crime unique par saison, s'inspirant d'un fait réel. La première saison traitant des meurtres perpétrés par Lyle et Erik Menéndez qui avait alors choqué les américains entre 1989 et 1996. Ce rôle lui permet de décrocher une nouvelle citation par les Primetime Emmy Awards, cette fois-ci, dans la catégorie, meilleure actrice dans une mini-série ou un téléfilm.  
En 2021, elle interprète le rôle d'Hillary Clinton dans la troisième saison d'American Crime Story sur l'affaire Monica Lewinsky,. 

### Vie privée
En 2003, Edie Falco s'est vue diagnostiquer un cancer du sein. Elle a alors fait le choix de ne pas le révéler au public avant plusieurs années. 
Edie Falco a rencontré des problèmes d'alcoolisme, et décidé de devenir sobre après une « nuit particulière de débauche. » Depuis, elle défend le programme en 12 étapes des Alcooliques anonymes.
Elle a adopté un garçon, Anderson, en 2005, puis une fille, Macy, en 2008.
En 2013, elle a fait équipe avec la PETA, l'association de protections des animaux aux États-Unis, dans une publicité incitant les parents à garder leurs enfants éloignés des cirques. Cette même année, l'actrice s'est dite "choquée et dévastée" par la disparition de James Gandolfini qu'elle surnommait affectueusement "Jim". Elle déclare aussi se sentir "chanceuse d'avoir passé dix ans comme sa plus proche collègue, partageant la plus belle histoire d'amour jamais vécue sur le petit écran". Elle termine en déclarant "s'accrocher pour toujours aux souvenirs de cette belle et intense époque".  

## Filmographie

### Cinéma
- 1987 : Sweet Lorraine de Steve Gorner : Karen
- 1989 : L'Incroyable Vérité (The Unbelievable Truth)  : Jane, la serveuse
- 1990 : Trust me (Trust) de Hal Hartley : Peg Coughlin
- 1992 : Time Expired de Danny Leiner : Ginny (court métrage)
- 1992 : I Was on Mars de Dani Levy : Female Cab Driver
- 1992 : La Loi de la gravité (Laws of Gravity) de Nick Gomez : Denise
- 1993 : Rift de Edward S. Barkin : Film Director
- 1994 : Coups de feu sur Broadway (Bullets Over Broadway) de Woody Allen : Lorna
- 1995 : Backfire ! de A. Dean Bell : Mom
- 1995 : The Addiction de Abel Ferrara : Jean
- 1996 : Layin' Low de Danny Leiner : Angie
- 1996 : Nos funérailles (The Funeral) de Abel Ferrara : Union Speaker
- 1996 : Breathing Room de Jon Sherman : Marcy
- 1997 : Blind Light de Pola Rapaport : Diana DiBianco
- 1997 : Hurricane de Morgan J. Freeman : Joanne
- 1997 : Parties intimes (Private Parts) de Betty Thomas : L'amie d'Alison
- 1997 : Childhood's End de Jeff Lipsky : Patty
- 1997 : Cop Land de James Mangold : Berta
- 1997 : Trouble on the Corner de Alan Madison : Vivian Stewart
- 1997 : Cost of Living de Stan Schofield : Billie
- 1998 : Sonia Horowitz, l'insoumise (A Price Above Rubies) de Boaz Yakin : Feiga
- 1998 : Stringer de Klaus Biedermann : Productrice TV
- 1999 : Babylon, USA (Judy Berlin) de Eric Mendelsohn : Judy Berlin
- 1999 : L'Ombre d'un soupçon (Random Hearts) de Sydney Pollack : Janice
- 2000 : Death of a Dog de Paul Hipp : Mom
- 2000 : Overnight Sensation de Glen Trotiner : Festival Programmer
- 2002 : Sunshine State de John Sayles : Marly Temple
- 2005 : The Girl from Monday de Hal Hartley : La juge
- 2005 : The Great New Wonderful de Danny Leiner : Safarah Polsky
- 2005 : The Quiet de Jamie Babbit : Olivia Deer
- 2006 : La Couleur du crime (Freedomland) de Joe Roth : Karen Collucci
- 2010 : 3 Backyards de Eric Mendelsohn : Peggy
- 2013 : Gods Behaving Badly de Marc Turtletaub : Artémis
- 2016 : The Comedian de Taylor Hackford : Miller
- 2017 : Landline de Gillian Robespierre : Pat Jacobs
- 2017 : Megan Leavey de Gabriela Cowperthwaite : Jackie Leavey
- 2017 : I Love You, Daddy de Louis C.K. : Paula
- 2017 : Outside In (en) de Lynn Shelton : Carol
- 2018 : The Land of Steady Habits de Nicole Holofcener : Helene
- 2018 : Viper Club de Maryam Keshavarz : Charlotte
- 2022 : Avatar : La Voie de l'eau de James Cameron : Générale Frances Ardmore
- 2023 : Fool's Paradise de Charlie Day : Une agent
- 2024 : I’ll be right there de Brendan Walsh : Wanda

### Télévision

#### Séries télévisées
- 1993 : Homicide : Eva Thorman
- 1993 - 1998 : New York, police judiciaire (Law and Order) : Sally Bell
- 1995 - 1997 : New York Undercover : Sergent Kelly
- 1997 - 2000 : Oz : Diane Whittlesey
- 1999 - 2007 : Les Soprano (The Sopranos) : Carmela Soprano
- 2004 : Will & Grace : Deirdre
- 2007 - 2008 : 30 Rock  : Celeste Cuningham
- 2009 - 2015 : Nurse Jackie : Jackie Peyton
- 2016 : Horace and Pete : Sylvia
- 2017 - 2018 : Law and Order True Crime : Leslie Abramson
- 2020 : Tommy : Abigail "Tommy" Thomas
- 2021 : American Crime Story : Impeachment : Hillary Clinton

#### Téléfilms
- 1995 : The Sunshine Boys de John Erman : Carol
- 1997 : Firehouse de John McNaughton et Alan Smithee : Kate Wilkinson
- 2000 : Vision parallèle de Paul W.S. Anderson : Fantôme
- 2001 : Jenifer de Jace Alexander : La vendeuse en fauteuil roulant
- 2003 : Fargo de Kathy Bates : Marge Gunderson

## Distinctions

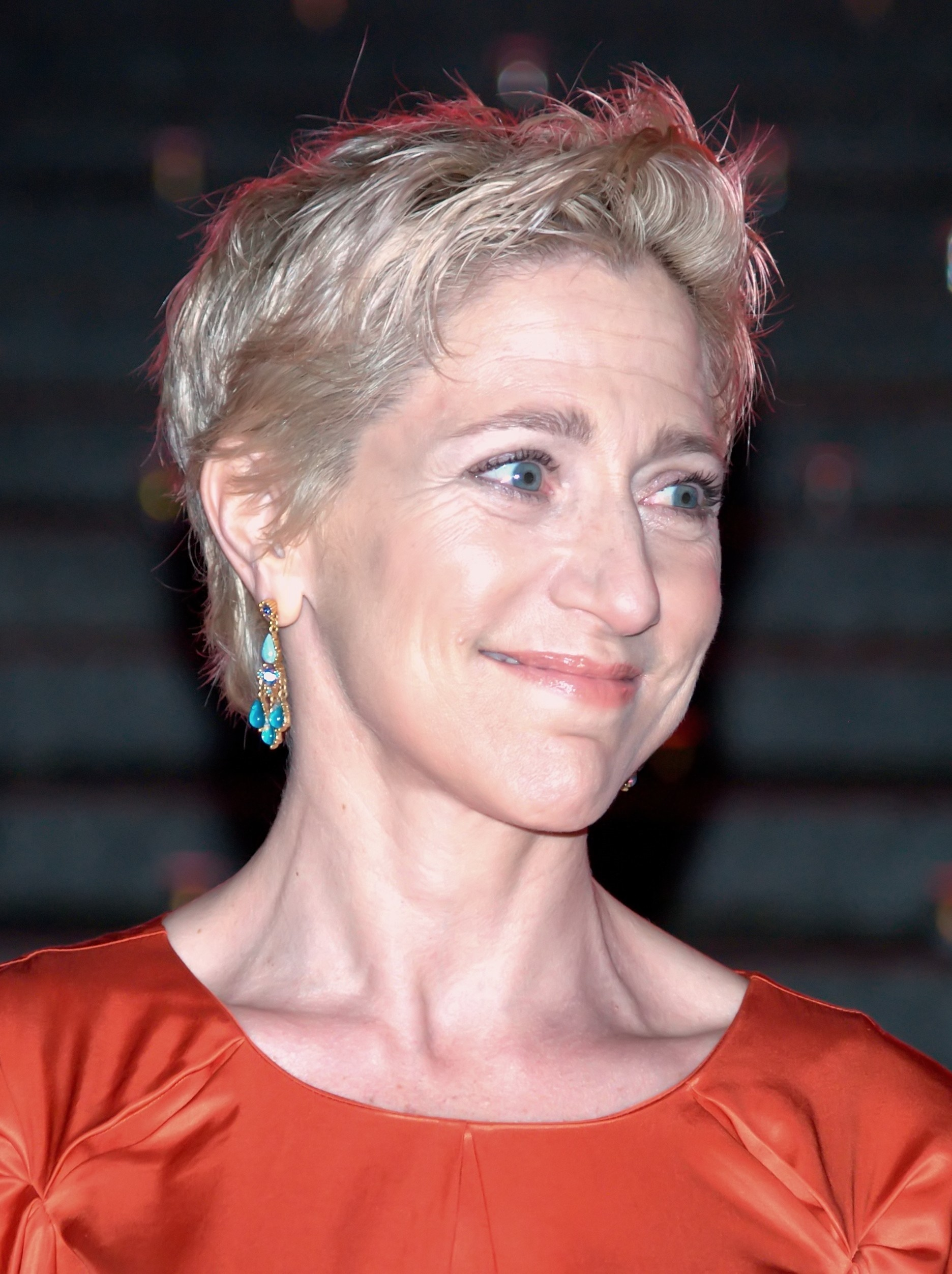
Edie Falco, lors de la soirée organisée par Vanity Fair, pour l'après Festival du film de Tribeca, en 2009.

Note : Cette section récapitule les principales récompenses et nominations obtenues par Edie Falco. Pour une liste plus complète, se référer au site IMDb.

### Récompenses
- AFI Fest 1997 : meilleure actrice pour Cost of Living
- Primetime Emmy Awards 1999 : meilleure actrice dans une série télévisée dramatique pour Les Soprano
- Online Film & Television Association 1999 : meilleure actrice dans une série télévisée câblé pour Les Soprano
- Golden Globe 2000 : meilleure actrice dans une série télévisée dramatique pour Les Soprano
- Screen Actors Guild Awards 2000 :
  - meilleure distribution pour une série télévisée dramatique dans Les Soprano
  - meilleure actrice dans une série télévisée dramatique dans Les Soprano
- Primetime Emmy Awards 2001 : meilleure actrice dans une série télévisée dramatique pour Les Soprano
- AFI Awards 2002 : meilleure actrice de télévision de l'année pour Les Soprano
- Los Angeles Film Critics Association 2002 : meilleure actrice dans un second rôle pour Sunshine State
- New York Film Critics Online 2002 : meilleure actrice dans un second rôle pour Sunshine State
- Satellite Awards 2002 : meilleure actrice dans une série télévisée dramatique pour Les Soprano
- Golden Globes 2003 : meilleure actrice dans une série télévisée dramatique pour Les Soprano
- Online Film & Television Association 2003 : meilleure actrice dans une série télévisée dramatique pour Les Soprano
- Primetime Emmy Awards 2003 : meilleure actrice dans une série télévisée dramatique pour Les Soprano
- Screen Actors Guild Awards 2003 : meilleure actrice dans une série télévisée dramatique dans Les Soprano
- Television Critics Association Awards 2003 : meilleure actrice dramatique pour Les Soprano
- Online Film & Television Association 2006 : meilleure actrice dans une série télévisée dramatique pour Les Soprano
- Online Film & Television Association 2007 : meilleure actrice dans une série télévisée dramatique pour Les Soprano
- Screen Actors Guild Awards 2008 :
  - meilleure distribution pour une série télévisée dramatique dans Les Soprano
  - meilleure actrice dans une série télévisée dramatique dans Les Soprano
- Online Film & Television Association 2010 : meilleure actrice dans une série télévisée comique pour Nurse Jackie
- Primetime Emmy Awards 2010 : meilleure actrice dans une série télévisée comique pour Nurse Jackie

### Nominations
- Film Independent's Spirit Awards 1993 : meilleure actrice pour La loi de la gravité
- Online Film & Television Association 1999 : meilleure actrice dans une nouvelle série télévisée dramatique pour Les Soprano
- Online Film & Television Association 2000 : meilleure actrice dans une série télévisée dramatique pour Les Soprano
- Satellite Awards 2000 : meilleure actrice dans une série télévisée dramatique pour Les Soprano
- Viewers for Quality Televion Awards 2000 : meilleure actrice dans une série télévisée dramatique pour Les Soprano
- Online Film & Television Association 2001 : meilleure actrice dans une série télévisée dramatique pour Les Soprano
- Satellite Awards 2001 : meilleure actrice dans une série télévisée dramatique pour Les Soprano
- Screen Actors Guild Awards 2001 :
  - meilleure distribution pour une série télévisée dramatique dans Les Soprano
  - meilleure actrice dans une série télévisée dramatique dans Les Soprano
- Television Critics Association Awards 2001 : meilleure actrice dramatique pour Les Soprano
- Screen Actors Guild Awards 2002 :
  - meilleure distribution pour une série télévisée dramatique dans Les Soprano
  - meilleure actrice dans une série télévisée dramatique dans Les Soprano
- Chlotrudis Awards 2003 : meilleure actrice dans un second rôle pour Sunshine State
- Dallas-Fort Worth Film Critics Association 2003 : meilleure actrice dans un second rôle pour Sunshine State
- Screen Actors Guild Awards 2003 : meilleure distribution pour une série télévisée dramatique dans Les Soprano
- Online Film Critics Society 2003 : meilleure actrice dans un second rôle pour Sunshine State
- Online Film & Television Association 2004 : meilleure actrice dans une série télévisée dramatique pour Les Soprano
- Television Critics Association Awards 2004 : meilleure actrice dramatique pour Les Soprano
- Screen Actors Guild Awards 2005 :
  - meilleure distribution pour une série télévisée dramatique dans Les Soprano
  - meilleure actrice dans une série télévisée dramatique dans Les Soprano
- Screen Actors Guild Awards 2007 :
  - meilleure distribution pour une série télévisée dramatique dans Les Soprano
  - meilleure actrice dans une série télévisée dramatique dans Les Soprano
- Festival de télévision de Monte-Carlo 2008 : meilleure actrice dans une série télévisée dramatique pour Les Soprano
- Online Film & Television Association 2008 : meilleure actrice invitée dans une série télévisée comique pour 30 Rock
- Satellite Awards 2009 : meilleure actrice dans une série télévisée dramatique pour Nurse Jackie
- Screen Actors Guild Awards 2010 : meilleure actrice dans une série télévisée comique dans Nurse Jackie
- Satellite Awards 2010 : meilleure actrice dans une série télévisée musicale ou comique pour Nurse Jackie
- Prism Award 2010 : meilleure actrice dans une série télévisée dramatique pour Nurse Jackie
- Critics' Choice Television Awards 2011 : meilleure actrice dans une série télévisée comique pour Nurse Jackie
- Online Film & Television Association 2011 : meilleure actrice dans une série télévisée comique pour Nurse Jackie
- Screen Actors Guild Awards 2011 : meilleure actrice dans une série télévisée comique dans Nurse Jackie
- Screen Actors Guild Awards 2012 : meilleure actrice dans une série télévisée comique dans Nurse Jackie
- Prism Award 2012 : meilleure actrice dans une série télévisée dramatique pour Nurse Jackie
- Online Film & Television Association 2013 : meilleure actrice dans une série télévisée comique pour Nurse Jackie
- Satellite Awards 2013 : meilleure actrice dans une série télévisée musicale ou comique pour Nurse Jackie
- Screen Actors Guild Awards 2013 : 
  - meilleure actrice dans une série télévisée comique dans Nurse Jackie
  - meilleure distribution pour une série télévisée comique dans Nurse Jackie
- Online Film & Television Association 2014 : meilleure actrice dans une série télévisée comique pour Nurse Jackie
- Prism Award 2014 : meilleure actrice dans une série télévisée comique pour Nurse Jackie
- Satellite Awards 2014 : meilleure actrice dans une série télévisée musicale ou comique pour Nurse Jackie
- Screen Actors Guild Awards 2014 : meilleure actrice dans une série télévisée comique dans Nurse Jackie
- Online Film & Television Association 2015 : meilleure actrice dans une série télévisée comique pour Nurse Jackie
- Screen Actors Guild Awards 2015 : meilleure actrice dans une série télévisée comique dans Nurse Jackie
- Screen Actors Guild Awards 2016 : meilleure actrice dans une série télévisée comique dans Nurse Jackie
- Primetime Emmy Awards 2018 : meilleure actrice dans une mini-série ou un téléfilm pour Law and Order True Crime

## Voix francophones
En version française, Edie Falco est principalement doublée par Dominique Dumont, cette dernière étant sa voix dans Oz, Les Soprano, Will & Grace, La Couleur du crime et 30 Rock.
Edie Falco est également doublée par Emmanuèle Bondeville dans New York, police judiciaire, Véronique Augereau dans Cop Land, Ninou Fratellini dans L'Ombre d'un soupçon, Anne Jolivet dans Nurse Jackie, Dominique Lelong dans Outside In (en), Anneliese Fromont dans Au pays des habitudes, Bernadette Mouzon dans Law and Order True Crime, Marianne Leroux dans Avatar : La Voie de l'eau et Marie-Laure Dougnac dans Bupkis (en).